# Eulychnia acida
Eulychnia acida ist eine Pflanzenart in der Gattung Eulychnia aus der Familie der Kakteengewächse (Cactaceae). Das Artepitheton acida stammt aus dem Lateinischen, bedeutet ‚sauer‘ und verweist auf den Geschmack der Früchte.

## Beschreibung
Eulychnia acida wächst meist baumförmig, manchmal auch strauchig, ist reich verzweigt und erreicht Wuchshöhen von 1,5 bis 4 Metern. Meist ist ein deutlicher Stamm vorhanden. Die in der Regel aufrechten Triebe sind graugrün und weisen Durchmesser von 6 bis 10 Zentimetern auf. Es sind 10 bis 16 niedrige breite Rippen vorhanden. Die nadeligen Dornen sind anfangs kastanienbraun und vergrauen im Alter. Die 1 bis 2 abstehenden Mitteldornen sind 10 bis 20 Zentimeter lang. Die etwa 12 Randdornen sind mehr oder weniger ausstrahlend.
Die weißen Blüten besitzen gelegentlich einen blassrosafarbenen Mittelstreifen und sind 5 bis 7 Zentimeter lang. Ihr Perikarpell und die Blütenröhre sind mit Büschen aus kurzen Haaren besetzt. Die kugelförmig, gelblich-grünen Früchte erreichen Durchmesser von 5 bis 6 Zentimetern.

## Verbreitung, Systematik und Gefährdung
Das Verbreitungsgebiet von Eulychnia acida erstreckt sich von der chilenischen Region Atacama bis in die Region Coquimbo.
Die Erstbeschreibung erfolgte 1864 durch Rudolph Amandus Philippi.
Es werden folgende Varietäten unterschieden:
- Eulychnia acida var. acida
- Eulychnia acida var. elata F.Ritter

In der Roten Liste gefährdeter Arten der IUCN wird die Art als „Least Concern (LC)“, d. h. als nicht gefährdet geführt.

## Nutzung
Die trockenen Holzkörper von abgestorbenen Trieben werden zur Herstellung von Regenhölzern verwendet.

## Nachweise

## Weiterführende Literatur
- Lilia Masson S., María Angélica Salvatierra G., Paz Robert C., Cristian Encina A., Conrado Camilo M.: Chemical and Nutritional Composition of Copao Fruit (Eulychnia acida Phil.) Under Three Environmental Conditions in the Coquimbo Region. In: Chilean Journal of Agricultural Research. Band 71, Nummer 4, 2011, S. 521–529 (doi:10.4067/S0718-58392011000400004).